# Едем (фільм)
«Едем» (англ. Eden) — американський трилер про виживання, знятий Роном Говардом за сценарієм Ноа Пінка. У головних ролях: Ана де Армас, Ванесса Кірбі, Сідні Суїні, Джуд Лоу, Даніель Брюль, Фелікс Каммерер і Річард Роксбург.

## Синопсис
Група людей покидає суспільство і цивілізацію, щоб вирушити на Галапагоські острови та знайти сенс життя.

## Акторський склад
| Актор           | Роль                           |
| --------------- | ------------------------------ |
| Джуд Лоу        | доктор Фрідріх Ріттер          |
| Ванесса Кірбі   | Дора Штраух-Ріттер             |
| Даніель Брюль   | Хайнц Віттмер                  |
| Сідні Суїні     | Маргрет Віттмер                |
| Ана де Армас    | Елоїза Боске де Вагнер Верхорн |
| Річард Роксбург | Аллан Хенкок                   |
| Тобі Воллес     | Роберт Філліпсон               |
| Джонатан Тіттел | Гаррі Віттмер                  |

## Виробництво

### Кастинг
У жовтні 2022 року було оголошено, що режисером фільму стане Рон Ховард, і він розпочав процес підбору акторів та пошук локацій. На той час робоча назва фільму була «Походження видів». У травні 2023 року були  затверджені Ана де Армас, Джуд Лоу, Алісія Вікандер і Даніель Брюль,, а Дейзі Едгар-Джонс вела переговори. Кастинг було дозволено продовжити під час страйку страйку SAG-AFTRA 2023 року після укладення тимчасової угоди з гільдією. У листопаді фільм було перейменовано на «Едем», до акторського складу доєдналися Ванесса Кірбі та Сідні Суїні, які замінили Вікандера та Дейзі Едгар-Джонс відповідно, а композитором фільму став Ганс Циммер. Едгар-Джонс покинула проєкт через страйк, оскільки їй потрібно було виконати контрактні зобов'язання з фільмом «Смерч 2», виробництво якого зупинилося в результаті страйку. У грудні 2023 року було оголошено, що до акторського складу приєдналися Річард Роксбург, Фелікс Каммерер, Тобі Воллес, Пол Глісон та Ігнасіо Гаспаріні.

### Зйомки
Очікувалося, що зйомки розпочнуться в листопаді 2023 року в Квінсленді, Австралія. Зйомки почалися 27 листопада 2023 року на австралійському Голд-Кості.

### Випуск
Прем'єра фільму відбулася на Міжнародному кінофестивалі в Торонто 7 вересня 2024 року. У травні 2024 року AGC Studios продала права на дистрибуцію фільму на багатьох міжнародних територіях компанії Amazon Prime Video на кіноринку Marché du Film.